# Bajoques farcides
Els pimentons farcits d'arròs, popularment coneguts com a bajoques farcides, són un plat, el principal ingredient del qual és el pimentó (generalment roig), típic de la cuina valenciana, i en concret de les Comarques del Sud del País Valencià a cavall entre la província d'Alacant i la de València.
Per a la seua preparació, es realitza un sofregit amb tomaca, arròs i carn (encara que de vegades se substitueix per tonyina en conserva o llonganissa desfeta), amb el qual es farceixen els pimentons que posteriorment es rosteixen al forn. Se serveixen sencers amb les "tapes" com a primer plat.